# Great Wall Motors
Pour les articles homonymes, voir GWM.
Great Wall Motors ou GWM (chinois : 长城 汽车 ; pinyin : Chángchéng Qìchē; nom officiel : Great Wall Motor Company Limited) est un constructeur automobile chinois, basée dans la province du Hebei. L'entreprise est dirigée depuis 2003 par Wang Fengying.

## Histoire
L'entreprise  a été fondée en 1976. Initialement spécialisée sur les véhicules utilitaires (pick-ups), depuis 2010 c'est le plus grand constructeur chinois de véhicules SUV. 
Comme d'autres constructeurs chinois, l'entreprise a été accusée de plagier le design de modèles européens et japonais à diverses reprises, notamment la Fiat Panda II, la Porsche Panamera et la Volkswagen Coccinelle,,,. En 2008, lorsque le modèle de sa GWPeri est banni en Europe pour être trop proche de la Fiat Panda, GWM rachète la licence du modèle de Toyota Ractis pour l'appliquer à la GWPeri et poursuivre son développement européen. Le constructeur chinois annonce ensuite porté plainte contre Fiat pour lui avoir volé les plans de la GWPeri dans les premières étapes de son développement. L'affaire prend une ampleur diplomatique, l'accusation de plagiat de la Panda ayant été validée en 2008 par un tribunal italien, mais GWM dépose sa propre plainte pour vol de données industrielles en Chine, un an après la plainte de Fiat.
En 2008, GWM se rapproche de Chrysler pour préparer son entrée aux États-Unis, un rapprochement infructueux qui prend fin l'année suivante. En 2009, ses modèles V240 et SA220 sont lancés à la vente en Australie, la première fois qu'une voiture chinoise pénètre le marché australien. En 2012, GWM ouvre une usine en Bulgarie, à Lovech, pour initier sa pénétration du marché européen. Il s'agit du premier constructeur automobile chinois à ouvrir une unité de production en Europe, et la première fois que l'économie européenne observe un renversement de ses relations économiques avec la Chine, car cette délocalisation va de la Chine vers l'Europe, et non l'inverse. En 2013, la société nomme le belge Pierre Leclerq (auteur du design de la X6) à la tête de la direction du design de GWM. En 2014 elle se classe huitième parmi les constructeurs automobiles chinois, avec des ventes de 730.000 véhicules.
En janvier 2020, General Motors annonce la vente de sa dernière usine en Inde à Great Wall, après avoir vendu la première à son partenaire chinois SAIC.
En février 2020, General Motors annonce vendre son usine en Thaïlande à Great Wall.
En mai 2023, Great Wall annonce vouloir implanter une usine dans l'Union Européenne.

## Modèles
- Great Wall Deer (1996-2013)
- Great Wall Sailor (2002-)
- Great Wall Safe (2002-2009)
- Great Wall Wingle (2006-)
- Great Wall Peri (2007-)
- Great Wall Cowry (2008-)
- Great Wall Coolbear (2009-)

## Marques
- Haval
- ORA
- Wey
- TANK